# Postira
Postira je općina u Hrvatskoj na otoku Braču.

## Stanovništvo
Općini Postira pripadaju 2 naselja (stanje 2006.), to su Dol i Postira.

### Popis 2011.
Prema popisu stanovništva iz 2011. godine, Općina Postira ima 1559 stanovnika. Većina stanovništva su Hrvati s 98,46 %, a po vjerskom opredijeljenju većinu od 94,93 % čine pripadnici katoličke vjere. Samo naselje Postira ima 1429 stanovnika.
| broj stanovnika | 1605  | 1780  | 1978  | 2158  | 2244  | 2117  | 1710  | 1677  | 1587  | 1613  | 1758  | 1632  | 1465  | 1495  | 1553  | 1559  | 1538  |
|                 | 1857. | 1869. | 1880. | 1890. | 1900. | 1910. | 1921. | 1931. | 1948. | 1953. | 1961. | 1971. | 1981. | 1991. | 2001. | 2011. | 2021. |

| broj stanovnika | 1127  | 1194  | 1308  | 1472  | 1526  | 1402  | 1710  | 1220  | 1152  | 1170  | 1330  | 1302  | 1238  | 1287  | 1375  | 1429  | 1431  |
|                 | 1857. | 1869. | 1880. | 1890. | 1900. | 1910. | 1921. | 1931. | 1948. | 1953. | 1961. | 1971. | 1981. | 1991. | 2001. | 2011. | 2021. |

## Uprava
Načelnik Općine je Siniša Marović.

## Povijest
Postira 1614. godine broje 130 stanovnika od pričesti, 1637. oko 190, a već 1645. 320 stanovnika. Krajem 17. stoljeća pučanstvo je opalo, jer se 1697. spominje samo 200 ljudi. Ubrzo se opet oporavilo. Godine 1705. stanovnika je 250, 1738. 300, a 1763. 400 ljudi. Od utvrđenih građevina u Postirima spominje se kula Lazanić koja se nije sačuvala. Tu se može pribrojiti i apsida župne crkve koja je ojačana obrambenim prozorima i puškarnicama dograđenim 1767. godine. Među značajnim zgradama ističe se renesansna kuća u kojoj su uklesani brojni natpisi u klasičnoj kapitali s humanističkim citatima vjerske naravi. Ostale stilske građevine iz doba baroka poboljšavaju dojmljivost mjesta.
U Postirima je državna muška osnovna škola osnovana 1838., a ženska 1891. godine. Nastava na hrvatskom jeziku uvedena je 1885. godine.
Postira je 1926. godine pohodio bl. Ivan Merz gdje je za održavanja sleta orlovske katoličke mladeži pohodio crkvu sv. Ivana Krstitelja i u njoj prisustvovao misnome slavlju. Danas je na pročelju crkve spomen-ploča u čast blaženiku.

## Gospodarstvo
- "Sardina d.o.o"" - tvornica za preradu ribe

## Poznate osobe
- dr. Ivan Matija Škarić[9]
- dr. Josip Škarić
- don Juraj Gospodnetić
- Vladimir Nazor, hrv. književnik
- akademik Ivo Škarić
- Žan Jakopač, hrv. glazbenik
- Sandra Nejašmić, hrv. kiparica
- Petar Hranuelli, hrv. kipar
- Jakša Petrić, hrv. političar, predsjednik Sabora SRH
- prof. dr. don Tonči Matulić, hrv. teolog i književnik
- Ive Marković-Kora, izvorni hrvatski kipar i pjesnik
- mons. Josip Šantić, generalni vikar Vojnoga ordinarijata u RH
- Ruggero Tommaseo, novinar i pisac
- Branko Benzon, hrv. liječnik, političar i diplomat
- dr. sc. Kristina Jelinčić Vučković, arheologinja
- Nikola Bižaca, hrv. bogoslov
- Branko Belan, hrv. filmski redatelj, kritičar i književnik

- Mate Suić

## Spomenici i znamenitosti
Sakralni objekti
- Benediktinski samostan sv. Stjepana na Mirju, kasnoantičko nalazište na Malom brigu iznad Postira
- Crkva sv. Ante
- Crkva sv. Ivana Krstitelja i ranokršćanska crkva
- Bazilika sv. Lovre u uvali Lovrečini
- Villa rustica i srednjovjekovna crkva

Ostalo
- Rodna kuća Vladimira Nazora

## Obrazovanje
- OŠ Vladimira Nazora

## Kultura
- Prosvjetno - kulturna manifestacija Nazorovi dani  Arhivirana inačica izvorne stranice od 27. rujna 2007. (Wayback Machine)
- Udruga za promicanje kulture i umjetnosti "Kogula"

## Šport
- Stolnoteniski klub „Postira“
- Nogometni klub „Postira-Sardi“
- Boksački klub „Sardina“
- Malonogometni klub "Nevera Postira"
- Planinarsko društvo "Profunda"
- ROŠO "Kolektivac"
- Jedriličarski klub "Postira"
- Jedriličarski klub "Gažul"

Od 2007. održava se Mala noćna regata, jedina hrvatska regata koja se jedri po noći, pod svjetlima reflektora. Odvija se zahvaljujući jedinstvenom prirodnom fenomenu – noćnoj zračnoj struji zvanoj ‘gažul’ koja se s Vidove gore, najviše točke na Jadranu, za ljetnih noći spušta u postirsku luku. Od 2010. održava se Regata ol postirske Fjere na ruti Postira – Omiš – Dugi rat – Supetar – Postira.

## Vanjske poveznice
- Službene stranice